# کوریون مکرتچیان
کوریون لئونی مکرتچیان (ارمنی: Կորյուն Լեւոնի Մկրտչյան؛ زادهٔ ۷ مارس ۱۹۷۷) یک اقتصاددان و سیاستمدار اهل ارمنستان است که از تاریخ ۲۰۱۹ تا تاریخ ۲۰۲۱ سمت نمایندگی دوره هفتم مجلس ملی جمهوری ارمنستان را برعهده داشت.

## زندگی‌نامه
وی در ۷ مارس ۱۹۷۷ در ایروان به دنیا آمد و از دانشگاه دولتی اقتصاد ارمنستان فارغ‌التحصیل شد. 